# Röcken
Röcken è una delle 11 municipalità (Ortschaft) che compongono la città tedesca di Lützen, nel Land della Sassonia-Anhalt. Nel 2007 contava 599 abitanti.

## Storia
Röcken fu nominata per la prima volta nel 1232.
Nel 1844 diede i natali al filosofo Friedrich Nietzsche, figlio del locale pastore protestante. Nietzsche è anche sepolto a Röcken e la sua casa natale è ancora esistente.
Costituì un comune autonomo fino al 1º luglio 2009.

## Geografia antropica
La municipalità di Röcken comprende le frazioni (Ortsteil) di Röcken, Bothfeld, Michlitz e Schweßwitz.